# 우면천
우면천(牛眠川)은 우면산 남측에서 발원하여 양재천으로 유입하는 길이 1.37 km의 하천이다. 1992년 3월 23일부터 7월 28일까지 0.65 km 구간에 대하여, 2013년 2월경 0.756 km 구간에 대하여 정비 공사가 진행되었다.